# Rebreuve-sur-Canche
Rebreuve-sur-Canche é uma comuna francesa na região administrativa de Altos da França, no departamento de Pas-de-Calais. Estende-se por uma área de 8,28 km². Em 2010 a comuna tinha 193 habitantes (densidade: 23,3 hab./km²).